# Moritz Hafner
Moritz Hafner (ur. 25 listopada 1984 r. w Zurychu) – niemiecki wioślarz.

## Osiągnięcia
- Mistrzostwa Świata U-23 – Brandenburg 2005 – czwórka bez sternika wagi lekkiej – 9. miejsce[1].
- Mistrzostwa Świata U-23 – Hazewinkel 2006 – czwórka bez sternika wagi lekkiej – 8. miejsce[1].
- Mistrzostwa Świata – Poznań 2009 – ósemka wagi lekkiej – 6. miejsce[1].